# カウロバクター目
カウロバクター目（ーもく、Caulobacterales）とは真正細菌のプロテオバクテリア門アルファプロテオバクテリア綱に属する目の一つである。